# 土居川公園
土居川公園（どいがわこうえん）は、大阪府堺市堺区にある公園。

## 概要
堺市街地の北・東・南を囲む環濠であった土居川が昭和40年代に埋め立てられ、東部分の跡地に作られた、南北約3km、面積約4haの細長い公園である。
同じく東部分の跡地に建設された阪神高速15号堺線の高架がすぐ東側に沿っている。

## 施設
- 遊歩道
- テニスコート ： 櫛屋町東4丁。全天候型ハードコート2面。
- 旧・花時計 ： 大町東4丁。仁徳天皇陵を模した前方後円墳型の花時計だったが、2012年（平成24年）に時計が故障し、文字盤の箇所が堺市章に置き換えられた。

## 所在地・アクセス
〒590-0944 堺区櫛屋町東4丁（テニスコート所在地）

（公園は北は 堺区北旅籠町東2丁、南は 堺区新在家町東4丁 まで）
- 南海電気鉄道高野線 浅香山駅、堺東駅から徒歩
- 阪堺電気軌道阪堺線 高須神社停留場 - 御陵前停留場間の各駅から徒歩